# Jim Root
James Donald Root (Las Vegas, 2 de octubre de 1971)es un músico estadounidense, conocido por ser uno de los guitarristas de la banda de Slipknot. También fue guitarrista de la banda Stone Sour.
Las revistas Guitar World, Kerrang, Revolver y Rolling Stone, le otorgaron en el 2008 el título de "Guitarrista del año" por el trabajo realizado en el álbum All Hope Is Gone de Slipknot, destacándose los riffs y solos de canciones como «Psychosocial»,«Dead Memories», etc. Fue ganador del Grammy con Slipknot en la categoría de Best Metal Performance por la canción «Before I Forget» en el año 2006 y ha tenido 6 nominaciones más con Slipknot y otras 3 más con Stone Sour en esta misma categoría. También ha tocado como músico de sesión para artistas como Sid Wilson de Slipknot y Jonathan Davis de Korn.

## Historia
Nació el 2 de octubre de 1971 en Las Vegas, Nevada, comenzó en el mundo de la música gracias a sus padres, su padre era un granjero y guitarrista integrante de una banda imitadora de The Beatles y The Rolling Stones y su madre era pianista de un teatro. Creció escuchando esta música; fran rock una gran afición por el disco Master of Reality de Black Sabbath (que curiosamente salió a la venta 3 días después de su nacimiento), por este hecho comenzó su afición por el metal al mismo tiempo que con 10 años empezó a tocar la guitarra a través de su padre y el piano por su madre, y se integró a una banda de jazz donde conoció a Miguel Adalberto. Durante su juventud tocó en bandas como Deadfront, Anal Blast (donde también estaban Paul Gray y Joey Jordison) y Atomic Opera. También trabajó como impresor y repartidor. 

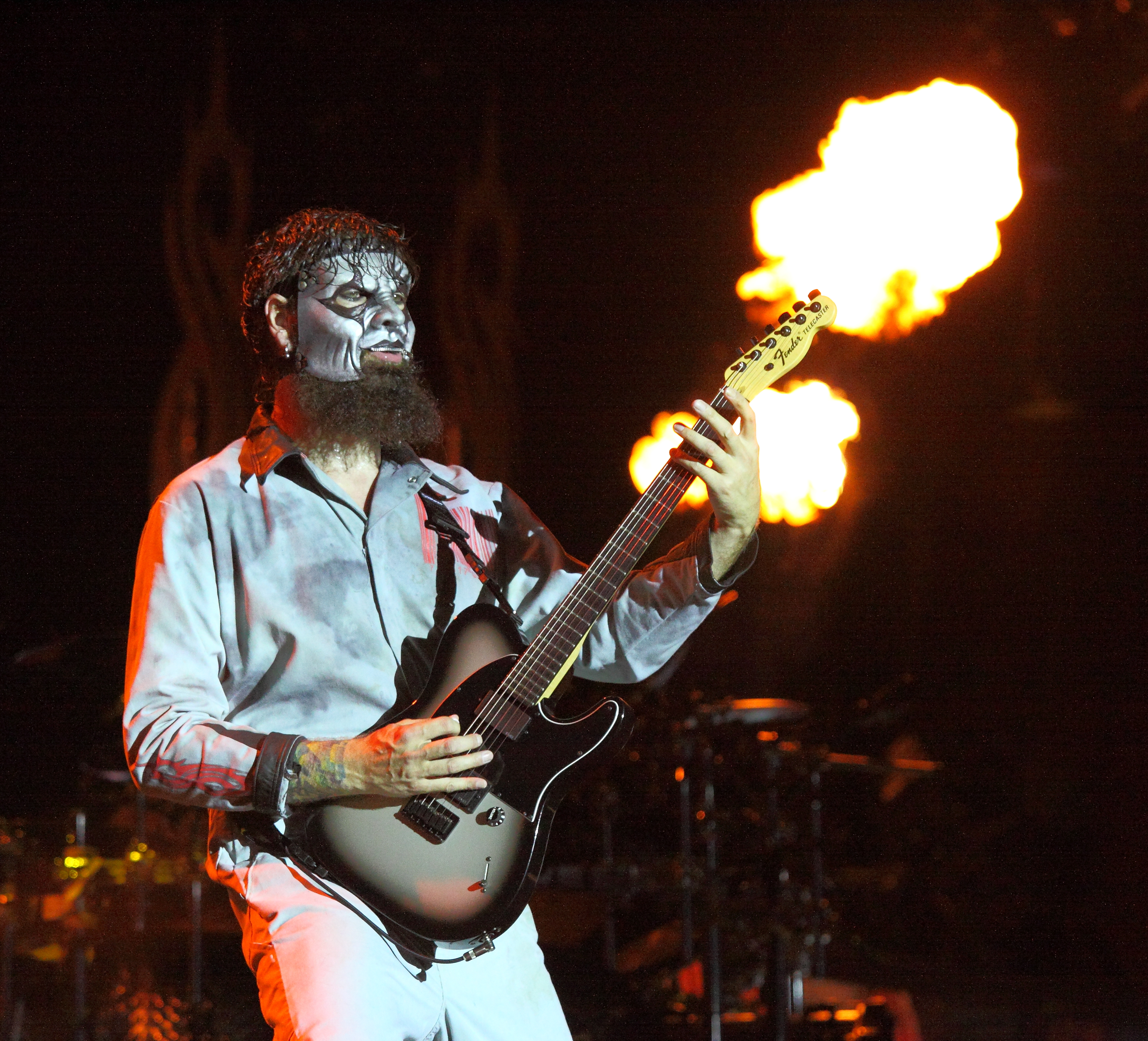
James Root en un show de Slipknot en 2013.

En 1995 se integró a Stone Sour después de una audición que pasó sin problemas. Tiempo después se integró a Slipknot, cuando se terminaba de grabar el disco Slipknot, ya que el guitarrista "Josh Brainard" dejó la banda. James solo tocó en la canción Purity pero esta canción fue sacada del disco, por problemas con el derecho de autor ya que la canción fue inspirada en una historia que vio Corey en Internet. Posteriormente grabó el disco Iowa en 2001. Durante el tiempo en que Slipknot estuvo en hiato, James y Corey Taylor regresaron a Stone Sour. En el 2004 volvieron a Slipknot, posteriormente regresaron a Stone Sour en el 2006 para luego volver a Slipknot en el 2008 con el fin de grabar y promocionar el disco All Hope Is Gone; volvió a Stone Sour junto a Corey Taylor a principios del 2010 para preparar el nuevo disco de Stone Sour Audio Secrecy el cual ya está listo y salió a la venta el 7 de septiembre del 2010, en este mismo momento se encuentra en el trabajo de promoción y giras del mismo habiendo tocado ya en escenarios y festivales importantes que tuvieron lugar en el 2010 como el Download Festival, el Rock am Ring, el Rock im Park, Graspop, Gods of Metal y una gira europea junto a Avenged Sevenfold.
Luego de la muerte del bajista de Slipknot, Paul Gray, quien falleció debido a una sobredosis accidental de morfina el 24 de mayo del 2010, James admitió sentirse muy lamentado pero en la rueda de prensa que realizaron los demás miembros de Slipknot junto al hermano y la esposa de Paul, no dijo nada debido a que admitió haberse sentido muy triste y apenado luego de la terrible situación, aun así afirma que Paul siempre estará en su corazón y que fue como un hermano para el durante los más de 10 años en los que ha estado con Slipknot. En 2012 fue operado de apendicitis, el apéndice le explotó y después de 2 semanas fue al hospital y se le informó de que le había explotado el apéndice y que había estado a punto de ser mortal. Desde el 14/07/2012 estuvo un tiempo recuperando en su casa.
Tras lanzar House of Gold & Bones - Part 1 el 22 de octubre de 2012 y House of Gold & Bones - Part 2 el 3 de abril de 2013, a principios de 2014 el guitarrista plantó la gira norteamericana de Stone Sour por encontrarse concentrado escribiendo música para el nuevo álbum de Slipknot. Esto ha provocado desavenencias dentro de Stone Sour y en mayo de 2014 ambas partes han decidido seguir caminos diferentes.

## Máscara
Cuando se integró a Slipknot, tenía una máscara que sólo dejaba ver su pelo corto en esa época, para el álbum IOWA, James usó una máscara de bufón asiático, con la cara blanca y toques grises, un pico en la barbilla y dos estrellas rojas clásicas en esos bufones (que diseñó como cicatrices), tenía una viga y un remache en la frente, que le daba un aspecto más tétrico y sádico, dándole un toque más violento con un cierre en la boca, como varias de las otras máscaras de la banda.
Para el álbum Vol. 3: Subliminal Verses, usó una máscara totalmente blanca, con el mismo concepto de bufón, pero sin el pico en la barbilla ni las vigas. Ahora tenía los rombos rojos más grandes (que son como 2 cicatrices), y uno de ellos se le unía con los labios, los cuales son negros, y con un cierre en medio. Esa máscara es un poco más humana que las anteriores que usó.
La máscara del disco All Hope Is Gone es casi igual a la anterior, solo que los rombos son negros.
actualmente se vio que en el knotfest 2012 tenía una máscara parecida a la del 2008 pero esta estaba más descolorada y con los rombos más largos y negros. Para el 2013 se veía que la máscara era parecida a la del álbum IOWA, solo que tenía unos arreglos en el color y que Jim se dejó crecer la barba.
Para el disco .5: The Gray Chapter en 2014, Jim lució una máscara blanca con tonos oscuros similares a leves manchas de tierra. Esta vez, el decidió quitarle la parte de la mandíbula, deshaciéndose también del cierre de la boca y dejando ver su frondosa barba. La máscara ahora tiene los rombos en los ojos más grandes, conservando la unión del rombo derecho a su boca.
Para el nuevo álbum de la banda en 2019, We Are Not Your Kind, Jim decide confeccionar su nueva máscara de un tono de blanco más puro, esta vez la máscara no tiene rombos en los ojos, sino que, en el ojo izquierdo, Jim usa maquillaje negro alrededor del ojo, simulando una mancha. En el ojo derecho, la máscara luce como diseño una figura que parece una aguja, bajando de la parte superior de la máscara, acompañada de líneas curvas, una más grande que las otras. Este lado de la máscara si tiene una mancha, pero Jim también usa maquillaje oscuro, haciendo que la sombra sea aún más grande que la del lado izquierdo.

## Equipo

### Guitarras
| - Custom Fender Telecaster - Fender Flathead Telecaster - Fender Flathead Showmaster - Jim Root Signature Fender Telecaster - Jim Root Signature Fender Stratocaster - Jim Root Signature Fender Jazzmaster - Gibson Flying V Uses for Stone Sour's 2010 tour | - Charvel San Dimas Soloist - Jackson SL1 Soloist - Jackson SL3 Soloist - Grover Jackson DK1 Custom Shop - PRS Private Stock Black - Maverick JR-4 - Martin Acoustic |

### Efectos
Jim Root utiliza los laboratorios de Voodoo GCX Audio Switcher y Ground Control. Su conmutador de control de tierra está controlada tras bambalinas por su tecnología, y tiene los bancos individuales para las canciones en el setlist de Slipknot y Stone Sour.
| - Dunlop Crybaby 535Q - Dunlop JH3S Jimi Hendrix Octave Fuzz - DigiTech Hyper Phaser - Digitech Whammy IV pedal - Digitech Tone Driver pedal - Digitech Synth Wah pedal - Digitech Multi-chorus - Digitech Digidelay - Dunlop Auto Q pedal - Vox Tonelab | - BOSS AC-3 - BOSS DD-3 - BOSS NS-2 - Maxon AF-9 Auto Filter - Maxon OD-9 Overdrive - MXR Auto Q Wah - MXR Carbon Copy - MXR Phase 100 - Electro-Harmonix Small Stone |

### Amplificadores
| - Rivera Knucklehead Reverb 100 6L6 - Rivera Knucklehead Reverb 100 KT88 - Bogner Uberschall, 120-Watt, All-Tube head with EL34 Power Tubes - Bogner Shiva Head EL34 - Budda SuperDrive head - Rivera K412 speaker Cabinets | - Orange Rockerverb Heads - Orange 4x12 Cabinets - Randall Isolation Cabinet |

### Picks
- Dunlop Tortex Wedge 1.0 mm
- Black Dunlop Jazz III XL

### Técnicas utilizadas
- Tapping
- Pinch Harmonic
- Harmonic String Slide
- Hammer on
- Pull off
- Bend and release
- Wah-wah
- Slide
- Palm muting
- Feedback/Sustain
- Reverse Wah-Wah Trick
- Two-Handed Tapping
- Effect 64 And 42

## Discografía

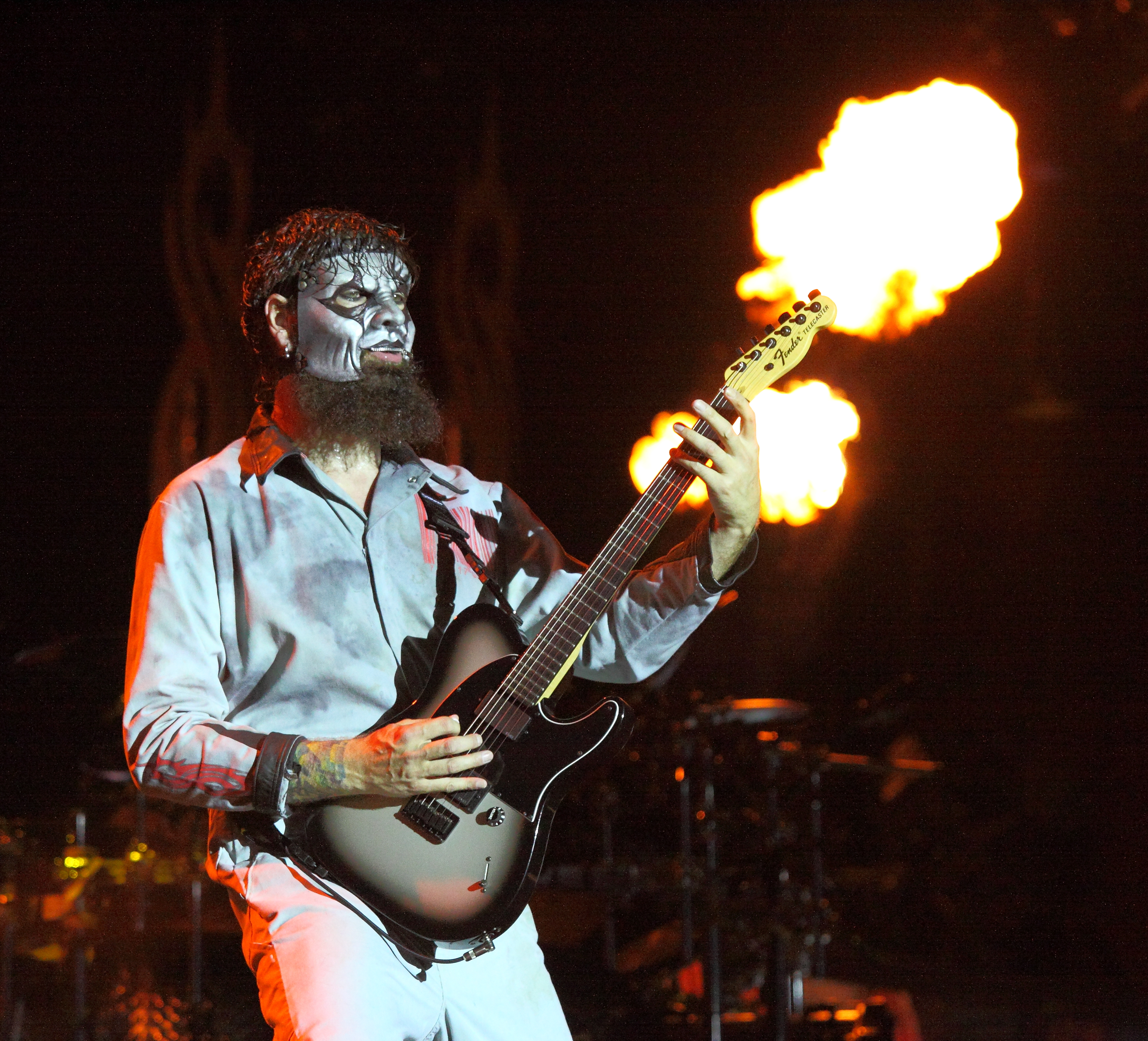
Jim Root en un show de Slipknot.

### Slipknot
- 1999: Slipknot
- 2001: Iowa
- 2004: Vol. 3: (The Subliminal Verses)

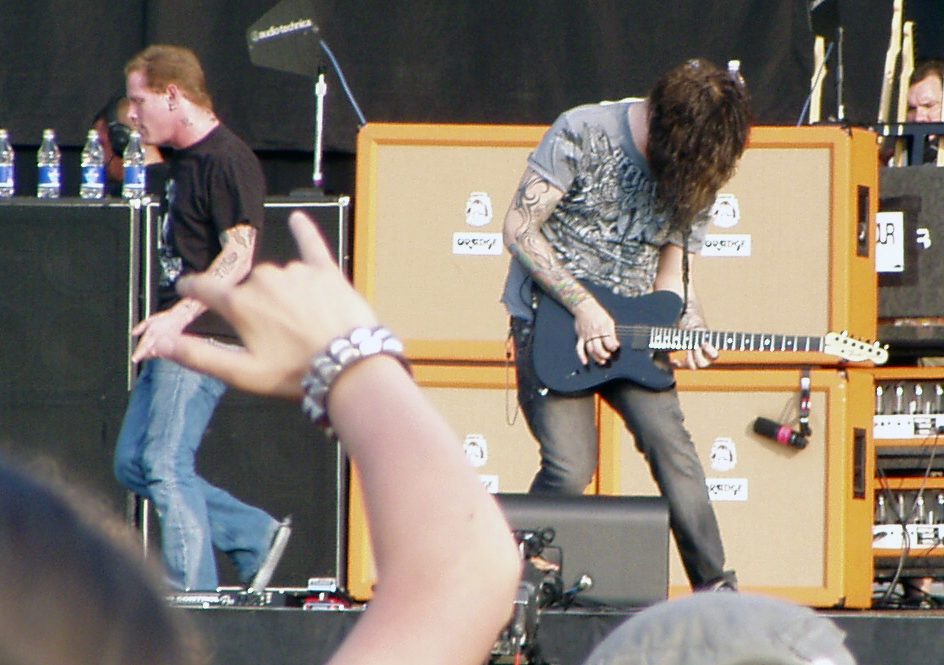
Corey Taylor y James Root en concierto de Stone Sour.

- 2005: 9.0 Live
- 2008: All Hope Is Gone
- 2012: Antennas to Hell
- 2014: .5: The Gray Chapter
- 2019: We Are Not Your Kind
- 2022: The End, So Far

### Stone Sour
- 2002: Stone Sour
- 2006: Come What(ever) May
- 2007: Live in Moscow
- 2010: Audio Secrecy
- 2012: "House of Gold & Bones - Part 1"
- 2013: "House of Gold & Bones - Part 2"

### Otros
- 2005: Roadrunner United - The All-Stars Sessions (Roadrunner United)
- 2006: The New Leader (DJ Starscream)
- 2007: The Devil Knows My Name (John 5)
- 2008: "Got Money" (remezcla de Lil Wayne) (Jonathan Davis and the SFA)
- 2009: "A Song for Chi" (varios artistas)

## Filmografía
| - 1999: Welcome to Our Neighborhood - 2002: Disasterpieces | - 2002: Rollerball - 2006: Voliminal: Inside the Nine | - 2009: Of the (sic): Your Nightmares, Our Dreams |

- 2010: (sic)nesses
- 2013: The Sound And The Story
- 2016: The Sound And The Story: .5: The Gray Chapter